# Eudule
Eudule är ett släkte av fjärilar. Eudule ingår i familjen mätare.

## Dottertaxa tillEudule, i alfabetisk ordning[1]
- Eudule albata
- Eudule albifera
- Eudule allegra
- Eudule aluta
- Eudule ambiguata
- Eudule amica
- Eudule annuligera
- Eudule aperta
- Eudule arctiata
- Eudule atrimorsa
- Eudule austria
- Eudule basipuncta
- Eudule bicentraria
- Eudule bimacula
- Eudule costata
- Eudule costigutta
- Eudule cytherea
- Eudule ficaria
- Eudule ficulnea
- Eudule fidentia
- Eudule flavinota
- Eudule hagno
- Eudule halia
- Eudule herona
- Eudule hesperina
- Eudule ithrites
- Eudule leopardina
- Eudule limbata
- Eudule lucigerata
- Eudule malefida
- Eudule nigrata
- Eudule ockendeni
- Eudule orilochia
- Eudule orislinea
- Eudule parca
- Eudule phlaearia
- Eudule plurinotata
- Eudule pulchiocolora
- Eudule pyristacta
- Eudule retroacta
- Eudule reversa
- Eudule rufithorax
- Eudule sceata
- Eudule schausi
- Eudule secticolor
- Eudule semele
- Eudule semirubra
- Eudule simulans
- Eudule sororcula
- Eudule striata
- Eudule strigilis
- Eudule trichoptera
- Eudule una
- Eudule venata
- Eudule venitorta